# Nikolaï Kamanine
Nikolaï Petrovitch Kamanine (en russe : Никола́й Петро́вич Кама́нин), né le 18 octobre 1908 à Melenki, dans le gouvernement de Vladimir (Empire russe) et décédé le 11 mars 1982 à Moscou (Union soviétique) est un aviateur militaire soviétique et une des personnalités ayant joué un rôle important dans les débuts du programme spatial soviétique.

## Biographie
En 1934, il se distingue en jouant un rôle majeur dans le sauvetage aérien de l'équipage du brise-glace Tcheliouskine qui dut se réfugier sur la banquise après le naufrage de son navire.
Au cours de la Seconde Guerre mondiale, il gravit rapidement les échelons et termine comme colonel général de l'Armée de l'air soviétique.
De 1960 à 1971, il commande le corps des cosmonautes soviétiques et dans ce poste, qu'il est le premier à occuper, il met au point les méthodes de sélection et d'entrainement. Il participe à nombre de décisions cruciales du programme spatial soviétique. Le journal qu'il tient durant cette période et qui a été publié entre 1995 et 2001 constitue une des sources d'information les plus importantes sur les coulisses de l'astronautique soviétique.

## Distinctions
- Héros de l'Union soviétique le 20 avril 1934 (médaille no 2)